# Eriocaulon diloloense
Eriocaulon diloloense är en gräsväxtart som beskrevs av Kimp. Eriocaulon diloloense ingår i släktet Eriocaulon och familjen Eriocaulaceae.
Artens utbredningsområde är Kongo-Kinshasa. Inga underarter finns listade i Catalogue of Life.